# Willkommen in der Nachbarschaft
Willkommen in der Nachbarschaft (Originaltitel: Jusqu'ici tout va bien) ist eine französische Filmkomödie des Regisseurs Mohamed Hamidi aus dem Jahr 2019.

## Handlung
Fred Bartel betreibt eine gut florierende Werbeagentur in Paris. Aus steuerlichen Gründen hat er seine Firma wahrheitswidrig in dem problematischen und strukturschwachen Vorort La Courneuve (Teil der sog. Banlieue) angemeldet. Als dies bei einer Steuerprüfung auffällt, zieht er mit seiner Firma dorthin um, um eine Steuernachzahlung in Höhe von 1,75 Mio. Euro zu vermeiden. Es wird ihm zudem auferlegt, 30 % seines Personals aus dem Vorort zu rekrutieren. Vor Ort lernt Fred einen jungen Mann aus dem Vorort kennen (Samy), den er einstellt und der ihm und seinen bisherigen Mitarbeitern hilft, sich besser in dem Ort zurechtzufinden und das weitere Personal aus dem Vorort einzustellen. Im weiteren Verlauf werden auf humoristische Weise die sich aufgrund der unterschiedlichen Kulturen und Sozialisierungen ergebenden Probleme in einem letztlich versöhnenden Abschluss dargestellt.

## Kritik
„Mit seiner gleichsam cleveren wie warmherzigen Komödie ‚Willkommen in der Nachbarschaft‘ (2019) gelingt Regisseur Mohammed Hamidi ein witziges Plädoyer für die Gemeinschaft und das Überwinden von Vorurteilen. ‚Jusqu’ici tout va bien‘, so der französische Originaltitel, sprüht vor Charme und origineller Ideen und lässt auch Romantiker auf ihre Kosten kommen.“

„Französische Culture-Clash-Komödie über den Zusammenprall verschiedener sozialer Schichten, die für Offenheit und Versöhnung wirbt, insgesamt aber zu karikaturesk und am Ende auch zu harmonieselig ausgefallen ist, um nachhaltig zu überzeugen.“

„Sympathischer Culture-Clash zum Dauerschmunzeln“

„Willkommen in der Nachbarschaft ist eine der wenigen Komödien, die es schafft, durchgehend eine gewisse Leichtigkeit zu behalten. Zwar spitzt sich auch hier die Spannung zum Ende hin etwas zu, wird aber immer wieder durch witzige Randbemerkungen aufgelockert.“